# Afrikaanse grondeekhoorns
De Afrikaanse grondeekhoorns (Xerus) zijn een geslacht van voornamelijk op de grond levende eekhoorns uit Afrika ten zuiden van de Sahara. De wetenschappelijke naam van het geslacht werd in 1833 gepubliceerd door Hemprich & Ehrenberg.

## Taxonomie
Samen met de Barbarijse grondeekhoorn (Atlantoxerus getulus) en de Afghaanse grondeekhoorn (Spermophilopsis leptodactylus) vormden ze de geslachtengroep Xerini. De geslachten Euxerus en Geosciurus werden in 2016 van dit geslacht afgesplitst, hierdoor omvat het geslacht Xerus nog maar 1 soort:
- Xerus rutilus (Cretzschmar, 1828) – Ongestreepte grondeekhoorn